# Renaat Huysmans
Renaat Huysmans (27 maart 1962) is een Vlaams politicus actief voor de Nieuw-Vlaamse Alliantie. Hij is sinds 1 januari 2019 burgemeester van de gemeente Kapelle-op-den-Bos. 
Huysmans zetelt sinds 2006 namens N-VA in de gemeenteraad van Kapelle-op-den-Bos. Hij was voor zijn partij ook kandidaat bij de Vlaamse verkiezingen 2009 en de Belgische federale verkiezingen 2010. Hij volgt CD&V-burgemeester Edward De Wit op in een bestuurscollege van N-VA met Groen.
Huysmans combineert het burgemeestersambt met een baan als huis- en sportarts.